# Iotyrris cingulifera
Iotyrris cingulifera is een slakkensoort uit de familie van de Turridae. De wetenschappelijke naam van de soort werd voor het eerst geldig gepubliceerd in 1822 door Lamarck als Pleurotoma cingulifera.